# Ziegelöl
Ziegelöl oder Ziegelsteinöl (lateinisch Oleum e lateribus), Oleum philosophorum und Oleum benedictum sind Bezeichnungen für eine Arzneizubereitung alchemistischer Herkunft.
Das etwa zur Behandlung von Wunden benutzte Oleum benedictum (deutsch unter anderem „Benedictenöl“ und Ziegelsteinöl genannt) wurde aus glühenden Ziegelbrocken mit anschließender Destillation bereitet.
Im 10. Jahrhundert beschrieb der persische Arzt Rhazes in seinem alchemistischen Hauptwerk Kitāb Sirr al-asrār („Buch des Geheimnisses der Geheimnisse“) die Destillation aus einer Mischung von Olivenöl, weißem Ziegelmehl und Wasser.
In dem „Grabadin“ genannten Rezeptbuch des 13. Jahrhunderts wurde erstmals ausführlich über ein „Oleum philosophorum“ geschrieben. Dieses sollte aus Rosmarinöl („Oleum de alkikil“) über rotem Ziegelmehl destilliert werden und als Panazee dienen.
Die Angaben über das „Oleum philosophorum“ bzw. „Oleum benedictum“ aus dem „Grabadin“ wurden in süddeutschen Manuskripten des 15. Jahrhunderts, im „Großen Destillierbuch“ des Hieronymus Brunschwig sowie im Alchemiebuch des Conrad Gessner zitiert und weiter ausgebaut.
Im Amsterdamer Arzneibuch aus dem Jahr 1643 wurde es als „Oleum Laterum, seu Philosophorum“ aufgeführt.
Letzte Spuren des Ziegelöls finden sich im 1675 erschienenen Hauptwerk Cours de chymie des französischen Arztes und Chemikers Nicolas Lémery, das bis 1754 auch in deutscher Übersetzung immer wieder aufgelegt wurde.
Als medizinisch wirksam wurde das als Oleum benedictum bezeichnete Gemisch von Teerölen aufgrund seines Gehaltes an Phenol (Hydroxybenzol, Karbolsäure) und Kreosot (Teeröl) angesehen. Zudem enthält es Benzol und ist brennbar. Das Gemisch von Teerölen entstand später bei der Herstellung von Leuchtgas.